# Durny Mnich
Durny Mnich (słow. Pyšný mních) – wybitna turnia w południowo-zachodnim filarze Małego Durnego Szczytu w słowackiej części Tatr Wysokich. Od wierzchołka Małego Durnego Szczytu, znajdującego się w długiej bocznej grani tatrzańskiej, oddziela go Przełączka za Durnym Mnichem.
Filar, w którym znajduje się turnia, opada ku Spiskiemu Kotłowi, jednemu z odgałęzień Doliny Pięciu Stawów Spiskich. Durny Mnich jest wyłączony z ruchu turystycznego. Dla taterników najdogodniejsza droga prowadzi z wierzchołka Małego Durnego Szczytu.
Pierwsze wejścia:
- letnie – Melinda Bačániová, Zoltán Brüll i J. Potoček, 5 września 1937 r.,
- zimowe – Ivan Lehotský i Karel Trousílek, 1 kwietnia 1953 r., przy przejściu granią[2].